# HiHi Jetsのラジオだじぇっつ!
『HiHi Jetsのラジオだじぇっつ!』（ハイハイ・ジェッツのラジオだじぇっつ!）は、2022年4月から2024年12月までJFN系列で放送されていたラジオ番組。通称『ハイラジ』。
制作は、ジャパンエフエムネットワーク（JFNC）。

## 概要
ジャニーズJr.の5人組ユニット・HiHi Jetsにとって、初めての冠レギュラーラジオ番組。「ラジオの中の部活」という設定のもと、最近の活動やプライベートなトークのほか、リスナーからの悩みや相談に答える企画、メンバーそれぞれの個性を活かしたコーナーも企画されている。

## 出演者
- HiHi Jets（ジャニーズJr.）
  - 髙橋優斗
  - 井上瑞稀
  - 橋本涼
  - 猪狩蒼弥
  - 作間龍斗

初回・第2回は、メンバー全員が出演。第3回以降は、上記の中から2名が交代で出演する。

## コーナー
番組は、雑談風のオープニングトークから始まる。その後は、タイトルコールや挨拶などを挟み、前半は「普通のお便り」（ふつおた）を数通紹介する。後半は、以下のコーナーのいずれかが放送される。
「あなたの街の伝説」
「伝説のグループ」を目指すHiHi Jetsにちなみ、様々な「伝説」にまつわるエピソードを紹介する。
「教えて!男ゴコロ」
男性の行動に関する疑問や悩みに、出演メンバーが男性を代表して答える、
「夢にZENSHIN」
目標や夢に向かって頑張っているリスナーからのメールを紹介する。
「ジングルコント」
コーナーの間に放送される、出演メンバーによるショートコント。リスナーからは、コントで演じてほしいネタを募集する。
「ジングルギャグ」
ジャニーズソングの替え歌をギャグにして紹介している。
「おい！コイツやってんなぁ！」
　日常生活で「コイツやってんな〜！」と思ったリスナーのメールを紹介する。
「メシオタ」
HiHi Jetsで唯一料理ができる橋本・作間コンビのコーナー。メシに関する相談やエピソードを紹介。
「ミズキの知らない世界」
「趣味がない」と自称する井上瑞稀に趣味を紹介するコーナー。
「こいつ、Jetしちゃっていいですか？」
ふだんの生活で「腹立つこと」「イラっとしたこと」を紹介。最後に「コイツJetしちゃっていいですか？」で締める。
「タイ米お月見ななかちゃーん！」
ふだんの生活で「え？」と思った聞き間違い・言い間違いを紹介。
「超〜短いふつおた」
普通のお便りを募集し、紹介するコーナー。

## ネット局・放送時間
2022年4月現在。放送時間の早い順から記載。
地域によって、放送時間が30分か25分のどちらかに分かれており、25分の地域では、番組終盤に流れる楽曲に「降りコメント」を被せる事で、時間を調整している。
22年10月からInter FMで放送開始。首都圏でも聴けるようになった。
全局、「radiko」・「radiko.jpプレミアム」で聴取可能。
| 放送対象地域   | 放送局名                                    | 放送時間               | 放送開始日     |
| -------------- | ------------------------------------------- | ---------------------- | -------------- |
| 島根県・鳥取県 | エフエム山陰（V-air）                       | 毎週金曜 20:00 - 20:30 | 2022年4月1日 - |
| 山形県         | エフエム山形（Rhythm Station）              | 毎週金曜 20:30 - 20:55 | 2022年4月1日 - |
| 高知県         | エフエム高知（Hi-Six）                      | 毎週土曜 5:00 - 5:30   | 2022年4月2日 - |
| 福井県         | 福井エフエム放送（FM FUKUI）                | 毎週土曜 12:00 - 12:30 | 2022年4月2日 - |
| 愛知県         | エフエム愛知（FM AICHI）                    | 毎週土曜 18:00 - 18:30 | 2022年4月2日 - |
| 滋賀県         | エフエム滋賀（e-radio）                     | 毎週土曜 18:30 - 18:55 | 2022年4月2日 - |
| 岩手県         | エフエム岩手（FM IWATE）                    | 毎週土曜 19:30 - 20:00 | 2022年4月2日 - |
| 香川県         | エフエム香川（FM香川）                      | 毎週土曜 19:30 - 20:00 | 2022年4月2日 - |
| 宮城県         | エフエム仙台（Date fm）                     | 毎週土曜 20:00 - 20:30 | 2022年4月2日 - |
| 大分県         | エフエム大分（Air-Radio FM88）              | 毎週土曜 20:00 - 20:30 | 2022年4月2日 - |
| 長崎県         | エフエム長崎（FM Nagasaki）                 | 毎週土曜 21:30 - 21:55 | 2022年4月2日 - |
| 長野県         | 長野エフエム放送（FM-NAGANO）               | 毎週土曜 25:30 - 26:00 | 2022年4月2日 - |
| 徳島県         | エフエム徳島（FM TOKUSHIMA）                | 毎週土曜 26:30 - 27:00 | 2022年4月2日 - |
| 宮崎県         | エフエム宮崎（JOY FM）                      | 毎週日曜 7:00 - 7:30   | 2022年4月3日 - |
| 群馬県         | エフエム群馬（FM GUNMA）                    | 毎週日曜 18:30 - 18:55 | 2022年4月3日 - |
| 佐賀県         | エフエム佐賀（FMS）                         | 毎週日曜 22:00 - 22:30 | 2022年4月3日 - |
| 大阪府         | エフエム大阪（FM大阪）                      | 毎週月曜 18:30 - 18:55 | 2022年4月4日 - |
| 新潟県         | エフエムラジオ新潟（FM-NIIGATA）            | 毎週月曜 20:00 - 20:30 | 2022年4月4日 - |
| 岐阜県         | エフエム岐阜（FM GIFU）                     | 毎週火曜 20:00 - 20:30 | 2022年4月5日 - |
| 山口県         | エフエム山口（FMY）                         | 毎週火曜 20:30 - 21:00 | 2022年4月5日 - |
| 栃木県         | エフエム栃木（RADIO BERRY）                 | 毎週火曜 21:30 - 21:55 | 2022年4月5日 - |
| 富山県         | 富山エフエム放送（FMとやま）                | 毎週火曜 21:30 - 22:00 | 2022年4月5日 - |
| 三重県         | 三重エフエム放送（レディオキューブ FM三重） | 毎週水曜 20:30 - 21:00 | 2022年4月6日 - |
| 岡山県         | 岡山エフエム放送（FM OKAYAMA）              | 毎週木曜 19:30 - 19:55 | 2022年4月7日 - |